# Milla filifolia
Milla filifolia là một loài thực vật có hoa trong họ Măng tây. Loài này được T.M.Howard mô tả khoa học đầu tiên năm 1999.